# 돌아온 철사장
《돌아온 철사장》은 2006년 3월 25일에 MBC에서 방영한 베스트극장이다.

## 등장 인물

### 주요 인물
- 손병호 : 강원봉 역
- 김예령 : 수경 역 - 원봉의 아내
- 한예린 : 강해송 역 - 원봉과 수경의 딸

### 주변 인물
- 이한위 : 목 사장 역
- 박충선 : 치킨박 역
- 남포동 : 경비 역
- 김형범 : 쏭탁 역

### 그 외 인물
- 전성애 : 부녀회장 역
- 최윤정 : 미스 유 역
- 김해곤 : 합창단장 역
- 전일범 : 매니저 역
- 신종순 : 아줌마 역
- 김성훈 : 사회자 역
- 목소리 출연
  - 강해송, 양준건, 주부진
- 아역
  - 김민지, 신재훈, 이정원, 심효진, 김란영

### 특별출연
- 엉클 케이